# Pralognan-la-Vanoise
Pralognan-la-Vanoise é uma comuna francesa na região administrativa de Auvérnia-Ródano-Alpes, no departamento de Saboia. Estende-se por uma área de 88,57 km². Em 2010 a comuna tinha 738 habitantes (densidade: 8,3 hab./km²).